# Aelfsige II
Aelfsige II (Ælfsige; ur. w X wieku, zm. 1032) – średniowieczny biskup Winchesteru.
Aelfsige zastąpił na stanowisku biskupa Etelwolda, bezpośrednio po jego śmierci między 1012 a 1014 rokiem, i kierował diecezją Winchester do swej śmierci w 1032 roku. Jego następcą został Elfwine.